# Християнізація Богемії

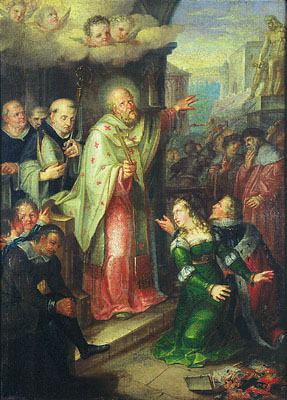
Хрещення князя Боривоя, історична картина Вацлава Ігнаца Леопольда Марковського

Християнізація Богемії — поширення християнської релігії на землях середньовічної Богемії. Як і в багатьох інших країнах, християнство було пов'язане зі створенням нової держави (спочатку Богемського князівства, пізніше Богемського королівства) і впроваджувалося зверху вниз.
За «Анналами Фульденса», 14 богемських князів були хрещені в Регенсбурзі 845 року. Процес продовжився 884 року наверненням Боривоя I, князя Богемії, засновника династії Пржемисловичів. Це було наслідком християнізації Моравії, яку традиційно приписують візантійським місіонерам, святим Кирилу та Мефодію, у 863 році. Спочатку християнським обрядом у Богемії був слов'янський обряд Східної православної церкви, але його невдовзі замінив римо-католицький обряд, запроваджений через західний вплив, а також напруженість між богемцями та мораванами. У 895 році Прага стала частиною Баварської римо-католицької єпархії Регенсбурга. У 973 році в Празі було засновано єпископство.
До X століття в Богемії з'явилося кілька місцевих святих: свята Людмила Чеська (дружина Боривоя I), їхній онук святий Вацлав та святий Адальберт, єпископ Празький. Кажуть, що святий Вацлав завершив християнізацію Богемії на початку X століття, незадовго до свого вбивства у 935 році власним братом Болеславом Жорстоким. Дочка Болеслава, Дубравка Богемська, взяла шлюб з Мешком I Польським та відіграла важливу роль у наверненні його, його двору та самої Польщі до християнської релігії.
На початку XI століття Богемія здобула перевагу над Моравією, яка була приєднана до Богемії. Моравам було дозволено практикувати свої слов'янські східно-православні обряди, але зрештою їх замінили франко-латино-католицькі практики. Парафіяльна мережа була створена приблизно в ХІІІ столітті.